# 艾雲·沙蘭當拿
艾雲·沙蘭當拿·爾辛奴（Iván Zarandona Esono，1980年8月30日—），生於西班牙華亞度列，赤道畿內亞足球運動員，司職防守中場，前赤道畿內亞國家隊成員，於2015年1月效力標準流浪時入選赤道畿內亞大軍名單出戰非洲國家盃，在6場賽事中全都以正選身份為球隊上陣帶領國家隊締造歷史闖入四強，更入選網站WhoScored的非洲國家盃分組賽最佳11人成為非洲國家盃唯一一位港超聯球員，現時效力西班牙足球乙二級聯賽球隊阿斯托爾加。

## 球員生涯
艾雲生於西班牙城市華亞度列，自幼追隨兄長賓祖文的步伐加入家鄉球會青年軍，縱未如兄長馳騁西甲，職業生涯大多時間於西班牙次級聯賽踢球，曾在西班牙國王盃與皇家馬德里交手，於2014年遠道來港加盟愉園，卻因球隊捲入假波醜聞無緣出賽，只操練兩個月才轉投標準流浪見曙光，更在香港重遇舊隊友巴倫古素及一班西班牙外援互相照應，並與女朋友同居東涌，直到2015年7月轉投布爾戈斯。

## 國際賽生涯
艾雲小時候曾入選西班牙U18青年軍，直至22歲獲赤道畿內亞國家隊徵召，於2015年1月的非洲國家盃獲得主辦國赤道畿內亞教練垂青召其入選大軍名單中，艾雲亦是赤道畿內亞本屆賽事陣中年紀最大的球員及本屆非洲國家盃唯一一位港超聯球員，在揭幕戰荒對剛果一戰正選上陣並踢足全場，可惜球隊未能取得勝利被剛果逼和1–1，並一直在球隊中擔任正選，成功在分組賽中以不敗姿態突圍而出，更入選網站WhoScored的非洲國家盃分組賽最佳11人，再在八強中擊敗突尼西亞國家隊加時踢足120分鐘，帶領國家隊締造歷史闖入四強，無奈於四強負於強敵加納腳下，然後在季軍戰以互射十二碼敗於剛果手上，只能在本屆賽事為列殿軍，而艾雲於本屆非洲國家盃的所有6場賽事中全都以正選身份為球隊上陣，亦吸引到來自歐洲各國的球探注意，早在分組賽期間已有西乙球會透過經理人向艾雲提出斟介，但礙於與標準流浪尚有合約在身，再加上轉會窗期限快要來臨所以加盟一事只好告吹。

## 外部連結
- 香港足球總會網頁球員註冊資料